# Дмитрук, Анастасия Николаевна
Анастаси́я Никола́евна Дмитру́к (укр. Анастасія Миколаївна Дмитрук; род. 31 января 1991, Нежин, Черниговская область) — современная украинская поэтесса и общественный деятель. В своём творчестве использует как украинский, так и русский язык. Известность приобрела благодаря стихотворению «Никогда мы не будем братьями», написанному в марте 2014 года.

## Биография
Родилась 31 января 1991 года в городе Нежин Черниговской области. С 12 лет живёт в Киеве, где училась в гимназии, а затем — в Физико-техническом институте Киевского политехнического института.
Окончила НТУУ «КПИ» зимой 2014 года, получив квалификацию специалиста по информационной безопасности. В период Евромайдана работала в одной из фирм по защите компьютерной информации. Получив широкую известность своими патриотическими стихотворениями, оставила работу и занялась исключительно творчеством и общественной деятельностью.
С 2014 года была одним из руководителей украинской социальной сети WeUA, где занималась связями с общественностью, а также возглавляла конкурс патриотической поэзии.
В апреле 2016 года получила звание «Киевлянка года — 2015» за вклад в культурное развитие столицы.
22 сентября 2016 года получила премию Кабинета министров Украины за особые достижения молодёжи в развитии Украины. Об этом говорится в соответствующем распоряжении В. Гройсмана: «За национально-патриотическое воспитание граждан, подготовку молодежи к защите независимости и территориальной целостности Украины, развитие волонтерского движения, содействие Вооруженным Силам правительственнуя премия присуждена черниговской поэтессе, общественному деятелю Анастасии Дмитрук».
12 ноября 2016 года получила награду Всеукраинской премии «Женщина III тысячелетия» в категории «Перспектива».

## Творчество
Стихи пишет с 12 лет.
Получила широкую известность во время Евромайдана благодаря своим патриотическим стихам. Анастасия Дмитрук — автор стихотворения «Никогда мы не будем братьями», написанного во время крымских событий в ответ на аннексию Крыма Россией.
Литовские музыканты совместно с хором Клайпедского музыкального театра записали видеоклип (музыку написал композитор Виргис Пупшис), который уже через две недели после публикации на Youtube получил более миллиона просмотров, а за год — пять миллионов.
Большинство стихотворений Анастасии Дмитрук в авторском исполнении размещаются в YouTube.
В 2014 году в издательстве Киевского политехнического института вышел в печати сборник стихов Анастасии Дмитрук «Верните нам наше небо».
В 2015 году в стихотворении «Маски сорваны, верить некому» Дмитрук выступила с критикой новой власти Украины.
В октябре 2015 года в Малом зале Дворца «Украина» состоялась премьера поэтического спектакля Дмитрук «Развяжи за спиной крылья», при участии актёров Театра на Подоле. Режиссёр спектакля — Виталий Малахов.